# 美原区
美原区（みはらく）は、堺市を構成する7行政区のうちのひとつ。2006年4月1日に、堺市が政令指定都市に移行し、旧南河内郡美原町 （2005年2月1日編入合併）の区域を以って美原区となった。初代美原区長は松川安治。

## 地理
堺市の東に位置し羽曳野丘陵と接している。南東部が標高が高く北西は平坦な平野である。区内には狭山池を水源とする東除川と西除川がながれ、平野部では田畑が広がり多数のため池が現存している。また道路交通では高速道路のインターチェンジや幹線道路が集中し堺市の東玄関である。

### 地名の由来
平尾村、黒山村、丹南村の「三つ」の村に美しい平坦な野（原）が広がっていたことから「三原」を『美原』とした。

### 隣接する自治体・行政区
| 堺市       | 美原区     | 36,411人（2025年2月1日現在）  | 13.24km2 |
| ---------- | ---------- | ----------------------------- | -------- |
| 堺市       | 東区       | 84,423人（2025年2月1日現在）  | 10.48km2 |
| 堺市       | 北区       | 156,756人（2025年2月1日現在） | 15.58km2 |
| 松原市     | 松原市     | 114,689人（2025年2月1日現在） | 16.66km2 |
| 羽曳野市   | 羽曳野市   | 105,655人（2025年2月1日現在） | 26.44km2 |
| 富田林市   | 富田林市   | 104,170人（2025年2月1日現在） | 39.66km2 |
| 大阪狭山市 | 大阪狭山市 | 57,427人（2025年2月1日現在）  | 11.86km2 |

### 小学校区
- 黒山小学校区 - 南余部（1〜278、321、322、361、364〜453番地）、黒山（ただし、283〜293番地を除く）、阿弥。
- 美原北小学校区 - 今井、黒山（283〜293番地）、真福寺、丹南、丹上、大保、多治井。
- 美原西小学校区 - 太井（ただし、548、652、653、667〜692番地を除く）、北余部（1〜22、48〜51、54〜76、93〜108、129〜158、169、185〜193、214〜780-2番地（ただし、641〜681番地を除く））、太井548、652、653、667〜692番地、北余部641〜681番地）。
- 八上小学校区 - 南余部（279〜320、323〜360、362、363番地）、北余部（23〜47、52〜53、77〜92、109〜128、159〜168、170〜184、194〜213番地）、小寺、南余部西、北余部西、大饗、菩提、石原。
- 平尾小学校区 - 平尾、小平尾、木材通、菅生、青南台。
- さつき野小学校区 - さつき野西、さつき野東。
- 生活圏域・通学区域対照表

## 基本情報
- 出生率 - 平成15年度　旧美原町1.12人。旧堺市1.26人。
- 工業製品出荷額 - 平成15年度　約1900億円。

### 住民意識
- 1位鉄道の駅　2位防犯灯・街灯　3位歩道　4位病院　5位交番・派出所

平成17年2月10日〜2月26日の期間に堺市が全市域を対象にした『日常生活に不便を感じる施設』についての美原区域でのアンケート調査の結果。ほかの地域と違うところは「鉄道の駅」と「病院」が上位に入っていることである。また『身近な生活環境』でも通勤通学や日常の交通の便、病院の便に対する評価が低かった。
- 平成16年度市民意識調査「市民わがまち評価票」

### 地価公示
- 平成18年1月1日
  - 小寺 - 89,000円(1m2)
  - 大保 - 92,700円(1m2)
  - さつき野西 - 89,500円(1m2)　　
  - 北余部 - 102,000円(1m2)
  - 真福寺 - 88,000円(1m2)
  - 大饗 - 103,000円(1m2)
  - 北余部 - 101,000円(1m2)
  - 平尾 - 76,000円(1m2)
- 平成18年7月1日
  - 大饗 - 103,000(1m2)
  - 南余部 - 94,000(1m2)
  - さつき野東 - 89,700(1m2)
  - 小平尾 - 71,000(1m2)
  - 太井 - 84,000(1m2)
  - 木材通 - 70,000(1m2)

- 国土交通省　土地総合情報ライブラリー

### 人口
政令指定都市行政区としては浜松市天竜区、京都市東山区に次いで3番目に人口の少ない区であり、旧堺市との合併前後では東区と同じ区になるかどうかも議論された。
| 年          | 世帯数 | 総 数  | 男     | 女     | 年         | 出生 | 死亡 | 転入 | 転出 |
| ----------- | ------ | ------ | ------ | ------ | ---------- | ---- | ---- | ---- | ---- |
| 18年1月1日  | 12,958 | 39,178 | 19,024 | 20,154 | 18年1月中  | 24   | 28   | 95   | 124  |
| 18年2月1日  | 12,961 | 39,145 | 19,007 | 20,138 | 18年2月中  | 20   | 23   | 99   | 128  |
| 18年3月1日  | 12,972 | 39,113 | 18,975 | 20,138 | 18年3月中  | 33   | 23   | 167  | 233  |
| 18年4月1日  | 12,985 | 39,057 | 18,931 | 20,126 | 18年4月中  | 22   | 23   | 142  | 146  |
| 18年5月1日  | 13,025 | 39,052 | 18,929 | 20,123 | 18年5月中  | 30   | 24   | 130  | 102  |
| 18年6月1日  | 13,047 | 39,086 | 18,944 | 20,142 | 18年6月中  | 23   | 25   | 102  | 134  |
| 18年7月1日  | 13,053 | 39,052 | 18,928 | 20,124 | 18年7月中  | 22   | 20   | 112  | 95   |
| 18年8月1日  | 13,105 | 39,071 | 18,945 | 20,126 | 18年8月中  | 29   | 25   | 138  | 129  |
| 18年9月1日  | 13,131 | 39,084 | 18,953 | 20,131 | 18年9月中  | 25   | 23   | 115  | 117  |
| 18年10月1日 | 13,133 | 39,084 | 18,942 | 20142  | 18年10月中 | 28   | 22   | 122  | 144  |
| 18年11月1日 | 13,154 | 39,070 | 18,934 | 20,136 | 18年11月中 | 26   | 26   | 116  | 116  |
| 18年12月1日 | 13,167 | 39,070 | 18,941 | 20,129 | 18年12月中 | 32   | 20   | 133  | 154  |
| 19年1月1日  | 13,166 | 39,061 | 18,922 | 20,139 | 19年1月中  | -    | -    | -    | -    |

- 堺市の統計

## 歴史

### 河内鋳物師（かわちいもじ）

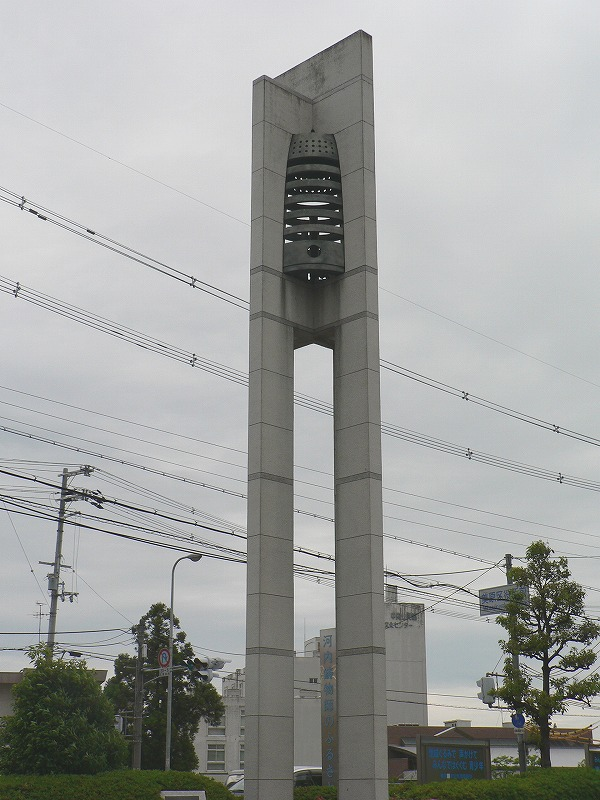
区役所の敷地内に建つ梵鐘のオブジェ

河内鋳物師は美原区の大保を拠点に金属を溶かして鋳型に流し込み様々な鋳造製品を製造した中世の技術者を言う。その技術は渡来人からもたらされ東大寺の大仏鋳造でも活躍した。後に河内鋳物師たちは堺に移り住み時代を動かした鉄砲を製造するようになった。

### 旧美原町・合併の歴史
- 1889年4月1日 - 町村制施行により、丹南郡丹南村、黒山村、平尾村、丹比村、八上郡南八下村が発足。
- 1896年4月1日 - 郡の統廃合により、丹南郡・八上郡から南河内郡に変更。
- 1956年9月30日 - 丹南村、黒山村、平尾村が合併し、美原町誕生。
- 1957年4月1日 - 大字丹南（旧 丹南村大字丹南）を松原市へ移譲。南大阪町（現 羽曳野市）大字多治井（旧 丹比村大字多治井）を編入。
- 1958年7月1日 - 南八下村大字大饗・小寺・菩提・石原の一部を編入（他は堺市に編入）。
- 2005年2月1日 - 堺市に編入合併。美原支所が開所。
- 2006年4月1日 - 堺市が政令指定都市に移行。美原支所管内の区域を以って美原区を設置。

### 美原区の歩み
- 2006年4月1日 - 美原区役所の開所式が玄関前の駐車場で行われ松川安治区長が初代区長に就任。
- 2006年9月25日 - 南海バスと近鉄バスの共同運行で多治井北－北野田駅間のバス路線が開通。

## 行政
- 美原区役所（黒山167番地1）

### 警察署
- 黒山警察署（小平尾377番地2）〔美原区、東区、大阪狭山市を管轄〕
  - 余部交番
  - 大保交番
  - 東菩提交番
  - 平尾交番

### 消防署
- 堺市消防局　美原消防署（黒山6番地1）

### 美原区のおもな公共施設
- 美原文化会館　通称：アルテベル　美原区黒山 － 美原複合シビック施設　美原区役所、文化ホール、生涯学習施設が複合された施設である。
- 美原こども館　美原区太井　美原区大饗　美原区真福寺　美原区平尾 - 合計4箇所ある。
- 美原体育館　美原区多治井 - NPO法人美原体育協会が指定管理者として運営している。
- 美原B&G海洋センター　美原区阿弥 - NPO法人美原体育協会が指定管理者として運営している。
- 美原多治井運動広場　美原区多治井
- 美原みの池運動広場　美原区阿弥
- 美原さつき野運動広場　美原区さつき野西
- 舟渡池公園　美原区阿弥 - 朝夕にはジョギングや散歩をする人が多く訪れる。
- 美原ふる里公園　美原区大保
- 美原総合福祉会館　美原区黒山
- 美原地域子育て支援センターひまわり　美原区北余部
- みはらマナビスト館　美原区黒山
- 子ども教育文化センター　美原区黒山 - みはらマナビスト館内。
- 勤労青少年ホーム　美原区阿弥
- 堺市立美原図書館　美原区黒山 - おしゃれな図書館。美原区のシンボル。
- M・Cみはら（堺市立みはら歴史博物館）　美原区黒山
- 美原区民プラザ　美原区黒山 - 美原区役所内にありボランティアなどの市民グループの交流や活動を支援している。
- 堺市内の施設案内

## 教育

### 大学
- 太成学院大学

### 高等学校
- 大阪府立美原高等学校（全日制普通科）
- 大阪府立農芸高等学校（全日制ハイテク農芸科、同食品加工科、同資源動物科）

### 中学校
- 堺市立美原中学校
- 堺市立美原西中学校
- 堺市立さつき野中学校

### 小学校
- 堺市立美原北小学校 - 1872年開校
- 堺市立黒山小学校 - 1873年開校
- 堺市立平尾小学校- 1873年開校
- 堺市立八上小学校 - 1961年開校
- 堺市立美原西小学校 - 1981年開校
- 堺市立さつき野小学校 - 1983年開校

※堺市立さつき野小学校・中学校は施設一体型小中一貫校として教育を実施している。

## 住宅団地
- 府営美原南余部住宅
- 府営美原北余部住宅
- 府営美原平尾住宅
- テクノ関西社宅
- マルコマ美原社宅

前述のとおり美原区は平成になって堺市に編入された区域であるためか、UR賃貸住宅、大阪府住宅供給公社の住宅、堺市営住宅が一切存在せず、UR賃貸住宅に関しては堺市で唯一存在しない区である。

## 交通

### 鉄道
区内に鉄道路線は走っていない（他に鉄道駅がない政令指定都市の区は、新潟県新潟市南区、北海道札幌市清田区がある）が、堺市との合併協議会では旧美原町側から鉄道の要望はあがっていた。また一部の市議や民間から南海高野線の萩原天神駅から支線を出す案やLRT（ライトレール）の東西線を中央環状線沿いに美原まで延伸する案などが出されていたがいずれも決定事項ではなかった。しかし、2007年度中には堺市全体の総合都市交通計画が見直され、鉄・軌道のない美原区民にとって朗報となるかどうかが注目されていた。そうした中、2007年7月31日に大手電機メーカーのシャープが世界最大規模の次世代液晶テレビ工場を「新日鐵堺製鐵所」がある築港八幡町に建設すると発表。工場が稼動すれば、現在はバスに頼っている東西ルートの公共交通の需要が一気に高まる事も予想され、堺市では、LRTの開業に向けて、着実にプロジェクトを進めていた。しかし、2009年9月27日に行われた堺市長選挙で「堺東〜堺駅間」のLRT凍結を唱えた竹山修身が現職だった木原敬介らを破り当選。計画は白紙になる。

### バス
前述の通り、鉄道駅がないので区内の交通はバス路線が中心となる。南海高野線、近鉄南大阪線、近鉄長野線、地下鉄御堂筋線の駅へ連絡する。
南海バス（東山営業所担当　※2013年8月31日までは金岡車庫担当。2022年3月31日までは中もず・平尾線は南海ウイングバス金岡）
- 美原金岡線（146系統）　美原区役所前－太井－大饗－菩提－地下鉄新金岡駅前

合併と同時に堺市と美原町の新市都市計画により新設された。
- 美原初芝線（147系統）　美原区役所前－下黒山西－今井南－小寺－菩提－大饗－初芝駅前

合併と同時に堺市と美原町の新市都市計画により新設された。
- 野遠北野田線（145系統）　地下鉄新金岡駅前－菩提－大饗－北余部－南余部－北野田駅前

区の西部から北区方面へ向かう路線。146系統（開設時は46系統）の新設で減便された。かつては菩提から堺東駅方面への系統もあった。三国ヶ丘駅、堺駅南口方面（35系統、35V系統、36系統、36V系統）は新金岡駅前で乗継となる。
- 中もず・平尾線（153・153C・153V・161・161C系統）　船戸下－菅生口－平尾－美原高校前－船戸下－黒山－農芸高校前－北余部－余部西口－初芝駅前－中もず駅前

2022年3月31日までは南海ウイングバス金岡の唯一の直営路線であった。大半が初芝駅前折り返し（161・161C系統）であり、中もず駅前発着（153・153C・153V系統）の便は一部のみ。153・161系統は平尾－船戸下間でループ運行するのに対し、153C・161C系統は平尾止まりでループ運行をしない。また153V系統は2023年4月1日に追加された運行系統で、ループ運行区間において美原区役所前を経由する。なお153V系統は急行美原線（65系統）の運行がない平日夜間のみの運行である。
南海バス（堺営業所担当）
- 急行美原線（65系統）　美原区役所前－（直行）－初芝駅前－（直行）－中もず駅前

ららぽーと堺開業に伴い、2022年11月5日に運行開始。運行開始当初は初芝駅前までの運行であったが、2022年12月19日に中もず駅前まで延伸した。美原区役所前－初芝駅前間は美原初芝線（147系統）と重複するが、147系統と異なり当系統は途中の停留所には停車しないノンストップ運行である。
近鉄バス（松原営業所担当）
- 北野田線（47・48番）　さつき野東－さつき野公園前－さつき野センター前－さつき野西－平尾北－平尾西－（平尾道－美原区役所）－平尾－菅生－北野田駅前

堺市と美原町の新市都市計画により2005年5月に新設された。このうち、2006年9月1日に新設された美原区役所南口経由は平日昼間の2往復のみである。
- 松原線さつき野系統（46番）　さつき野東－さつき野公園前－さつき野センター前－さつき野西－平尾北－平尾西－平尾道－美原区役所－国道黒山－下黒山西－今井－河内松原駅前

さつき野住宅と松原市を国道309号経由で運行。
- 富田林線さつき野系統（96番）　さつき野センター北－さつき野センター前－さつき野公園前－さつき野東－喜志駅前

さつき野住宅に隣接する梅の里住宅まで運行していた路線をさつき野まで延長したもの。
- 北野田線（40・43・44番）　北野田駅前－菅生－菅生口－平尾西－平尾－平南住宅前－木材団地北－菅生新田東口－木材団地中－木材団地－木材団地南－平尾峠－富田林駅前
- 北野田線（41番）　河内松原駅前－今井－美原区役所前－平尾道－平尾西－平尾－平南住宅前－木材団地北－菅生新田東口－木材団地中－木材団地－木材団地南－平尾峠－富田林駅前

古くから北野田と富田林を結んでいた路線。41番は松原営業所への出入庫系統。
- 丹比線（31・32・73・74番）　平尾－平尾西－小平尾－東多冶井－大阪橋－西多治井－恵我ノ荘駅前－河内松原駅前

美原区東部と羽曳野市西部とを繋ぐ路線。古くからある路線で、狭隘路がある。
- 松原線余部系統（10〜16番）　余部－上黒山－平尾道－美原区役所東口－黒山中－下黒山－大保－真福寺－河内松原駅前

上記46番の東側を並行する市道経由の路線。この路線も古くから運行している。余部は農芸高校の前にある。
南海バス・近鉄バス共同運行（南海バスは東山営業所、近鉄バスは松原営業所担当）
- 北野田・多治井線（南海バスは39系統、近鉄バスは北野田線多治井系統：39番）　多治井北－西多治井－丹上－真福寺公園前－大保－黒姫山古墳前－太井南－北余部北－余部西口－東区役所前（萩原天神駅近く）－北野田駅前

新市都市計画により南海バスと近鉄バスの共同運行で2006年9月25日から運行。近鉄バス便は初便に多治井北始発の北野田駅前行37番、最終便に北野田駅前発大保止まりの38番を設定。回数券は共通で利用可能。
コミュニティバス
旧美原町時代の2000年に町内の公共施設を結ぶバスとして「みはらふれあい号」運行開始。4路線あり、南海バス（南・西ルート）と近鉄バス（北・東ルート）で2路線ずつ運行。他の区のコミュニティバスと異なり、運賃無料で、いずれも月曜〜金曜運行。また、東区のふれあいバス（月・水・金曜運行）が区西部に停留所を設けていた（逆に、みはらふれあい号西ルートが東区内にも停留所を設置していた）。2013年6月末に堺市他区で運行していた堺市ふれあいバスと共に廃止。のちに堺市乗合タクシー（予約制）が一部地域を代替している。
- みはらふれあい号（近鉄バス・南海バスによる受託運行）
  - 北コース：総合福祉会館→美原区役所・図書館→真福寺→太井→農芸高校前→美原区役所・図書館→総合福祉会館
  - 東コース：総合福祉会館→美原区役所・図書館→東多治井→さつき野センター北→美原区役所・図書館→総合福祉会館
  - 南コース：美原総合福祉会館→美原区役所・図書館→平尾→青南台2丁目→菅生→美原区役所・図書館→美原総合福祉会館
  - 西コース：美原総合福祉会館→美原区役所・図書館→北野田東口→南余部→農芸高校前→美原区役所・図書館→美原総合福祉会館

- 東区ふれあいバス（南海バスによる受託運行）
  - Aルート：東区役所前→初芝駅前→八下中学校前→菩提→大饗→初芝駅前→東区役所前→南余部→北野田東口→南野田りんご公園前→北野田東口→南余部→東区役所前

2023年2月1日より大阪狭山市が運行する大阪狭山市循環バスが美原区内に乗り入れている。
- 大阪狭山市循環バス（南海バスによる受託運行）
  - 北回り：市役所－東野公民館－美原区役所前－ふれあいの里－水みらいセンター前－金剛駅南－福祉センター前

おでかけ応援バス
- 堺市の老人福祉サービスで平日は満65歳以上の老人が堺市内に係る乗降区間にて一乗車100円でバスに乗ることができる（乗車時と降車時に当該ICカードのタッチが必要）。堺市への編入後も南海バス、南海ウイングバス金岡のみのサービスで近鉄バスは対象外だったが、2007年7月より近鉄バスでも実施されている。

### 道路
高速道路
- 阪和自動車道（美原北IC、美原南IC）
- 南阪奈道路（美原IC）

一般国道
- 国道309号線 - 美原区役所を中心にプロムナードやシンボルロードが新市都市計画により計画されている。

府道
- 大阪府道26号大阪狭山線
- 大阪府道32号美原太子線
- 大阪府道35号堺富田林線
- 大阪府道36号泉大津美原線

## 神社・仏閣・観光スポット
- 黒姫山古墳 : 美原区黒山 - この地を支配していた丹比氏の首長が葬られている。
- 法雲寺 : 美原区今井 - つつじの名所として有名。狭山藩主 後北条氏の菩提所。
- 丹比神社 : 美原区多治井 - 反正天皇にゆかりのある井戸が今も残っている。
- 菅生神社 : 美原区菅生 - 菅生氏の氏神で、本殿は堺市指定有形文化財である。
- 永元寺 : 美原区菅生 - 大阪でも数少ない臨済宗 (禅宗) 妙心寺派の末寺。建物は第30回大阪都市景観建築賞を受賞。

## 祭り・イベント

### イベント
- みはら区民まつり - 美原区主催で11月の下旬に中央公民館の東側の空き地で行われる。メインステージでは歌や踊りのショーが楽しめるほか美原区や堺市内の各種団体による模擬店などが出店され最後に抽選会がある。また公民館や図書館でも趣向をこらしたイベントが催される。
- 商工会納涼フェスティバル - 堺市美原商工会が主催し毎年8月下旬に多治井運動広場で行われる。フリーマーケットやキャラクターショー、盆踊りなど大人から子供まで楽しめるイベント。
- 木材団地まつり - 大阪木材工場団地で毎年10月下旬に木材をテーマにして行われる祭り。木工家具やインテリアの即売会や木材と「ふれる」イベントなどが催される。

### だんじり祭り
- 菅生神社 : 美原区菅生 - 10月下旬
- 丹比神社 : 美原区多治井 - 10月下旬
- 広国神社 : 美原区大保 - 10月下旬
- 堺百町

## 市民活動（政治色のある団体は除く）
- 特定非営利活動法人大阪まちづくり協議会
- 特定非営利活動法人Sans Frontiers美原
- 特定非営利活動法人美原体育協会 - 指定管理者として美原体育館と美原B&G海洋センターの運営を行っている。
- 特定非営利活動法人えん - 「心の病」をもつ人達の社会参加のサポート及び社会活動サポートセンター「サニーハウス」の運営。
- 堺市市民活動コーナー

## 文化・芸術
- みはら芸術展 - 毎年11月中旬に行われる美原区の在住、在勤者による芸術展。
- わらもじ - ワラを束ねた筆に墨をつけて文字を書くことをいう。美原区小寺が発祥の地で発案者は北区在住の書家清水誠。新聞報道もあり「わらもじ」は全国に広がりつつある。

## 音楽
- 美原ウインドオーケストラ・ステラ - 美原区を拠点に活動中。
- 美原音頭 - 作詞「喜志邦三」作曲「大野正雄」編曲「坂下　滉」

## 企業
- フルタ製菓：黒山と平尾に工場がある。
- 木材通に大阪木材工場団地があり木材に関連した企業並びに工場が集積している。関連企業は大阪木材工場団地協同組合に名を連ねているが、木材を取り扱わないオイシスやモリ工業等も同地区に工場がある。
  - オイシス：コンビニ向け惣菜・軽食・カップサラダ・パンの製造。
  - モリ工業：ステンレス・鋼管・機械の製造。
  - 金剛組エンジニアリング：金剛組の子会社で木材通に本社を構える。
  - ヤマトプロテック：防災機器・消火機器の製造。
  - 株式会社小池田電工：電気設備工事

## 美原地域愛補助制度
堺市との合併寸前、平成16年6月に旧美原町が堺市の了承を得て今まで蓄積された基金（税金）を地域の発展や住民福祉の向上を目的として町民に還元する為に作った補助金制度。つまり住民の自由な意思（総意）で施設の建設や設備の購入に使うことが出来るのである。しかし合併前の堺市の議会の一部で異例のクレームが出た。と言うのもこの補助金の元資には旧美原町の職員の退職手当基金や建設事業基金なども含まれていて新市にとってはどれも必要な基金であったからである。また堺市側にはこのような制度はなく税を公平に使うという観点からも問題があった。結局、平成17年4月28日より住民が総額の5パーセント負担。平成20年度に廃止も含め検討し直すという堺市方式でこの補助制度は平成27年3月31日まで存続されることになった。
地域愛補助金の限度額はその地区の世帯数などによって決まり多い地区で約1億9200万円（1428世帯）。一番少ない地区で9970万円（116世帯）。また補助金の総額はすべての地区が限度額いっぱいまで申請した場合30億円以上になる。
- 美原地域愛補助制度

## 新市建設計画（美原区に関する計画）
堺市・美原町合併協議会により提示された新市建設計画。目的は堺市と美原町の一体化であると同時に、立ち遅れている美原区の道路整備や下水道といった公共施設等の社会的なインフラに巨額を投じて堺市並にする計画である。計画期間は平成17年度から平成26年度まで。予算総額は872億円。そのうち人口わずか4万人弱の美原区に437億円を10年間で投じる。ちなみに旧美原町の平成14年度の決算見込みの普通建設事業費が13億円程度で、単純計算すると旧美原町ではおおよそ30年間かかる事業をこの計画では10年で完了する予定になっている。
| 事業名                               | 備考                                                                                                   |
| ------------------------------------ | --- |
| 美原総合スポーツ施設                 | 平成21年オープン。                                                                                     |
| 美原複合シビック施設                 | 平成21年開設。区役所。生涯学習施設。演劇が可能な多目的ホール。                                         |
| 総合防災センター整備事業             | |
| シンボルロード・プロムナード整備事業 | |
| バスターミナルの整備                 | |
| 美原南運動場整備事業                 | |
| 西除川緑道整備事業                   | |
| 小学校給食調理場の新設               | 平成20年までに全小学校で新築予定。                                                                     |
| 下水道整備事業                       | 下水普及率平成17年2月で66.8%を平成20年に90%を目標に整備。                                              |
| 舟渡池公園活性化事業                 | |
| 路線バスルートの新設・拡充事業       | 堺市と旧美原町の一体化の目玉事業で新金岡、初芝、北野田、萩原天神の4駅から4ルートのバス便が開設された。 |
| 大阪河内長野線の整備                 | |
| 歴史ゾーン導線整備                   | 堺羽曳野線                                                                                             |
| 基盤道路の整備                       | 美原の対人口比交通事故発生率は大阪府下の市町村の中でもトップクラスで歩道や生活道路の整備が急務である。 |

- 堺市・美原町合併新市建設計画素案概要版　表
- 堺市・美原町合併新市建設計画素案概要版　裏

## 出身者
- ムラコ（サミットクラブ） - お笑い芸人
- 静恵一（お笑いタレント、作家、演出家、脚本家、司会者、ラジオパーソナリティ。お笑いユニットサミットクラブ）
- 大獅子耕蔵（大相撲力士）